# Автопортрет з Ізабеллою Брант
«Автопортрет з Ізабеллою Брант»  (італ. Autoritratto) — відома картина фламандського живописця Пітера Пауля Рубенса, що зберігається в Старій пінакотеці у Мюнхені.

## Передумови
Це був надзвичайний період в житті відомого художника. Він вимушенно покинув Італію і пишний двір герцога Гонзага в Мантуї, де обіймав посаду придворного живописця. Причиною була хвороба і смерть його матері в Антверпені у 1608 році. Клопоти з похованням та справи зі спадком і були головними причинами повернення на батьківщину.
Але Рубенс вже не належав тільки собі. Спробу утримати у Фландрії уславленого майстра зробили і тодішні іспанські володарі провінції — дочка іспанського короля і її чоловік. Про настрої художника тієї пори відомо з його листа : « Тут всіляко бажають утримати мене Ерцгерцог та Її Величність Інфанта, що надіслали листа з пропозицією служби у них та надзвичайно багатими обіцянками. Але у мене дуже мало бажання знову стати царедворцем. Мені було б досить і Антверпена…». Але скоро Рубенс закохався в 18-річну Ізабеллу Брант, залишиться в Антверпені і прийняв пропозицію іспанських володарів Фландрії бути у них на службі. У 1609 році Рубенс узяв шлюб з  Ізабеллою. У 1611 родину приголомшила рання смерть його брата Філіпа. Саме в цей період між двома смертями рідних для Рубенса людей і був написаний автопортрет з Ізабеллою Брант.

## Картина
Рубенс написав себе і дружину в садку біля розквітлого куща жимолості. Про високе місце в суспільній ієрархії пари свідчать розкішні шати подружжя і дворянська, золочена зброя господаря. Тільки коштовне брабанське мереживо на Ізабеллі коштувало великого статку. Рубенс сидить на лаві в дуже вільній, майже нешляхетній позі. Так не дозволялось сидіти особам на парадних портретах. Ще більше сваволі в негармонійному костюмі Ізабелли, що присіла на розкинутий плащ. Але Рубенса поки що мало хвилював осуд прихильників церемоній і мораль заборон. Адже він малював портрет для себе.